# 瀬門神社
瀬門神社（せとじんじゃ、せもんじんじゃ）は、愛知県西尾市にある神社。旧郷社。瀬戸（せと）神社の表記とする資料もある。

## 由緒
寛永8年（1631年）10月5日の神職宅火災により社記を失ったため、創建時期は不明（『神道大辞典』は安寧天皇年間創建と伝わるとしている）。建久6年（1195年）、源頼朝が東大寺再建時に上洛する折参詣し、社殿を修理したと伝えられる。永禄4年（1561年）、松平元康（家康）が吉良氏居城の東条城を攻略するため出陣した際、戦勝を祈願したと伝えられる。明暦3年（1657年）には、駮馬（まだらめ）村東条出身の幕府赤坂陣屋の三河代官鳥山牛之助が願主となり再建されたとの記録がある。
古来から瀬戸・駮馬・寺嶋の三か村が共同で祀り、秋の祭礼では馬場（社殿東南の高原社南側）にて飾り馬による馬駈神事が行われる。

## 末社
- 御鍬（みくわ）社[4]
- 稲荷社[4]
- 海神（かいじん）社[4]（海を「わだつみの」と読む資料もある[7]）

## 文化財・その他
- 神事馬駈馬具（うまかけばぐ） - 室町時代～江戸時代[8]前期 祭礼に奉納する飾り馬に用いる馬具。鞍11具、鐙11双[8]。
- 南極探検隊長・白瀬矗の墓 - 日本人として最初の南極探検を企てた白瀬矗の墓。

## 境内

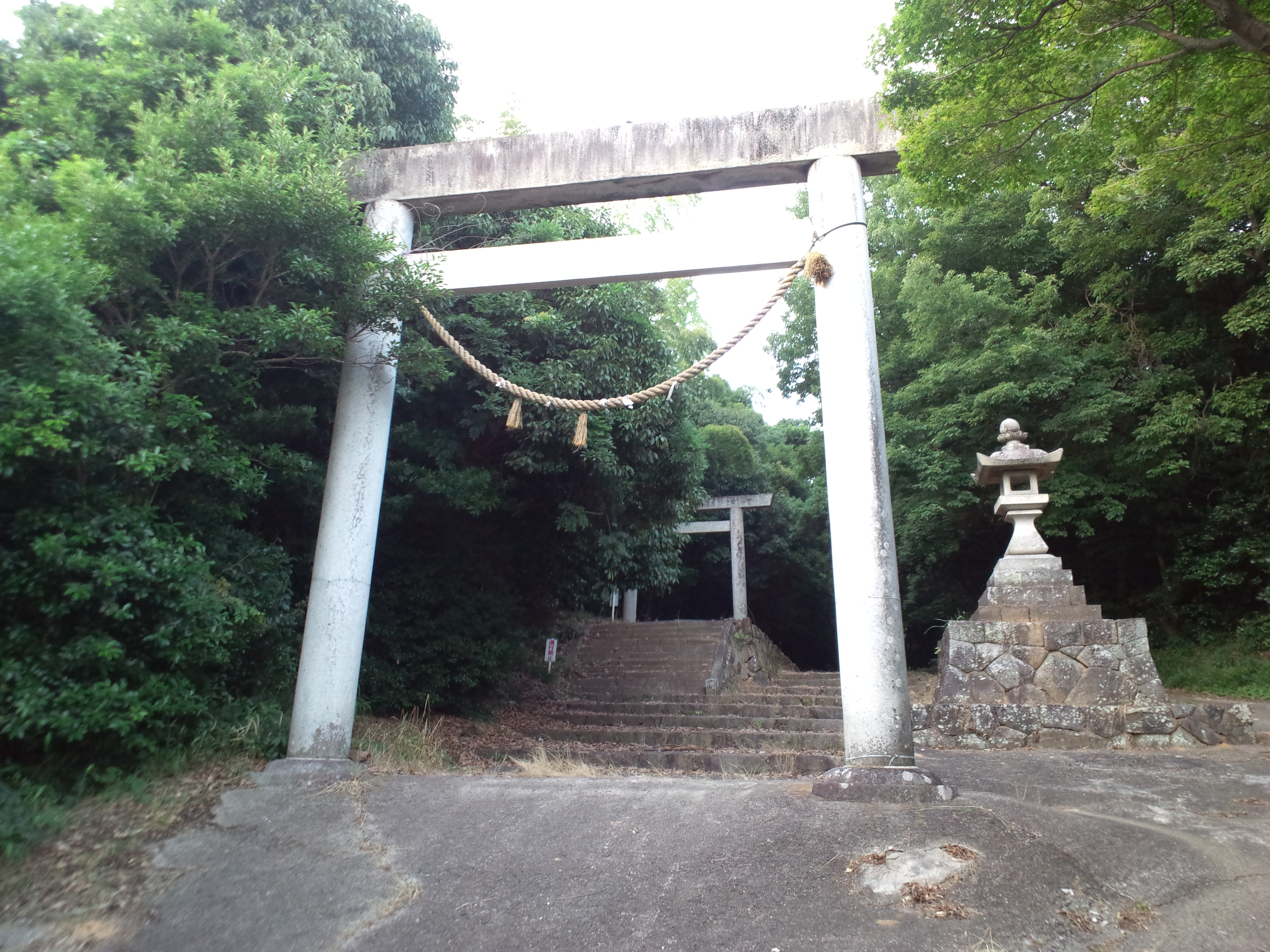
入口石鳥居
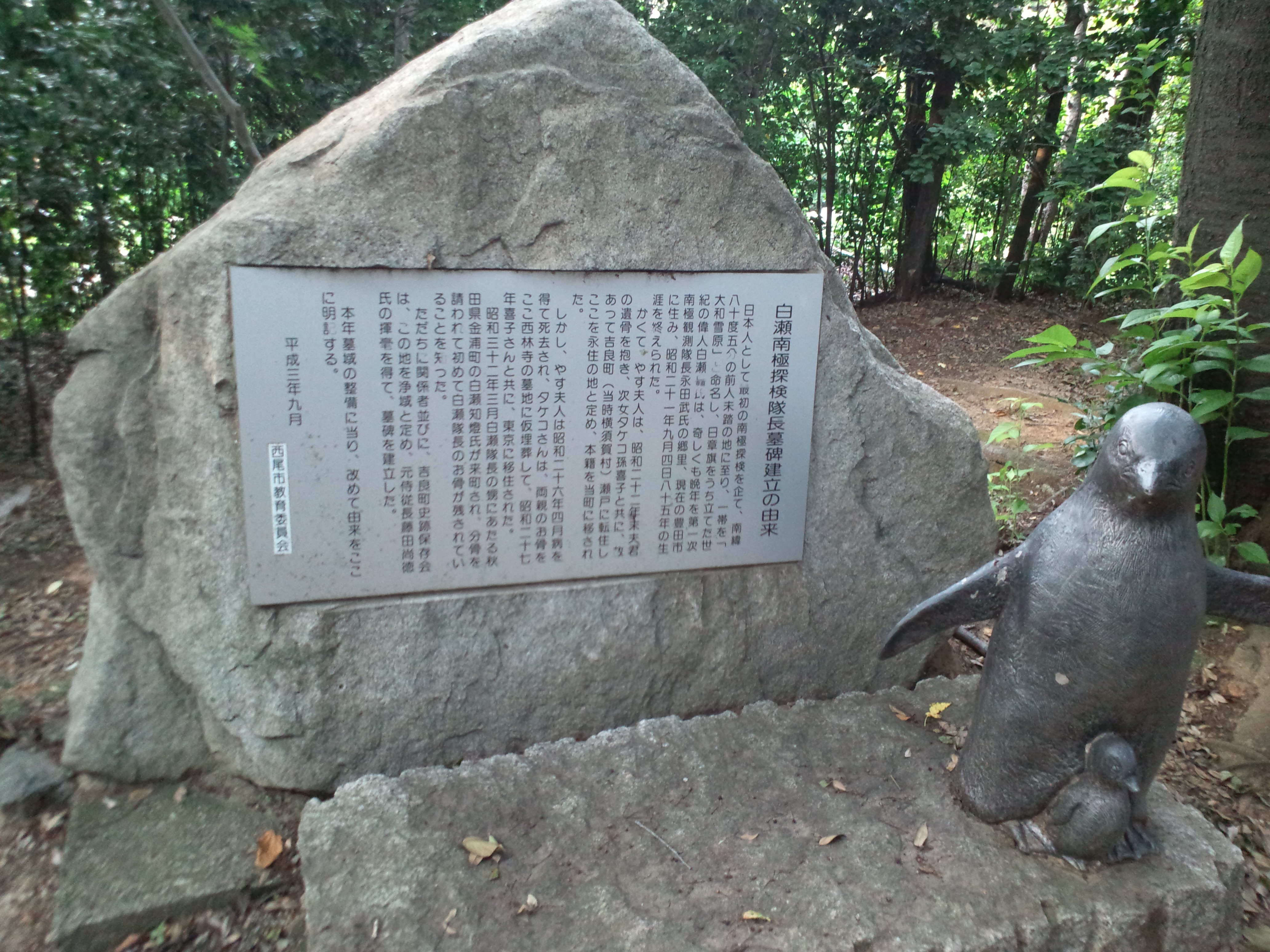
白瀬南極探検隊長墓碑建立の由来
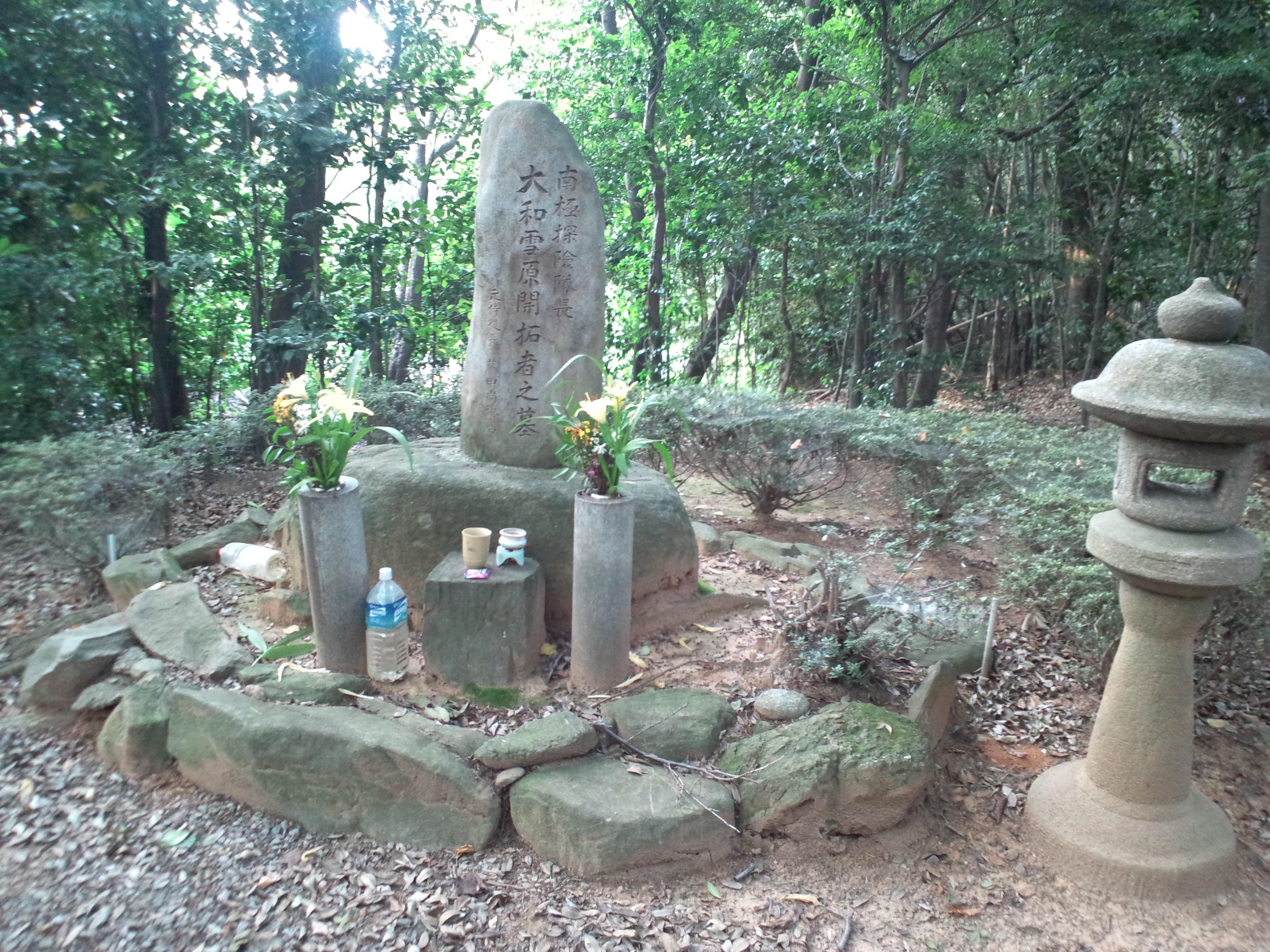
白瀬隊長の墓